# Montecchio Precalcino
Montecchio Precalcino ist eine nordostitalienische Gemeinde (comune) mit 4916 Einwohnern (Stand 31. Dezember 2023) in der Provinz Vicenza in Venetien. Die Gemeinde liegt etwa 13,5 Kilometer nördlich von Vicenza am Astico.

## Verkehr
Gemeinsam mit der Nachbargemeinde Villaverla besteht ein Bahnhof an der Bahnstrecke von Vicenza nach Schio. Durch die Gemeinde führt am südwestlichen Rand die Autostrada A31.

## Sehenswürdigkeiten
Die Villa Forni Cerato wird Girolamo Forni, einem Schüler Andrea Palladios, zugeschrieben. Sie entstand 1541/42.